# Двадцять чотири години із життя жінки
Двадцять чотири години із життя жінки (нім. Vierundzwanzig Stunden aus dem Leben einer Frau) — новела Стефана Цвейга, написана в 1927 році.

## Сюжет
Головний герой, від імені якого ведеться розповідь, разом з друзями запекло сперечається за обіднім столом щодо скандального випадку, який нещодавно стався в тому ж пансіоні. Мадам Анрієт, порядна дружина та гарна матір, вирішила покинути свого чоловіка та двох дочок заради молодого француза, якого вона знала лише один день. Її вчинок викликав хвилю обурення, але знайшлися й ті, хто став на бік дружини, вважаючи, що краще покинути чоловіка аніж подумки йому зраджувати. До їх числа відноситься і головний герой. Він запекло стоїть на її боці, чим вразив англійку Місіс К., вдову похилого віку. Впродовж тривалого часу він продовжував спілкуватися з нею і будь-яка їх розмова так чи інакше зводиться до вчинку мадам Анрієт.
Коли головний герой повідомив місіс К. про свій намір виїхати з пансіону, вона дуже схвилювалась і в той же вечір залишила у номері оповідача лист із проханням зайти до її кімнати заради конфіденційної розмови. Наступного дня англійка розповіла йому історію зі свого життя.
На той момент вона була уже вдовою і двоє її синів жили самостійно. Після смерті чоловіка її єдиним задоволенням було спостерігати за гравцями казино. Вона любила дивитися на руки, адже тільки вони могли розказати правду про людину за гральним столом, в той час як лице її, зазвичай, було схоже на маску без емоцій. І от одного вечора місіс К. побачила надзвичайно красиві та виразні руки молодого хлопця, які просто зачарували її. Дуже довго вона дивилася тільки на них, а згодом зважилась поглянути на лице їх власника. Юне обличчя було гарним, навіть трохи жіночним, але живим в без маски, — там вирували пристрасть, азарт. Проте коли юнак все програв, то лице його згасло, руки важко опустилися і він мов п'яний попрямував до виходу, перекинувши свого стільця. У жінки все похололо у душі, бо вона бачила вщент розбиту людину і майже не сумнівалася, що сьогодні він покінчить життя. Вона вийшла за ним, ще не знаючи навіщо, та коли побачила, як він безсило лежить на лавці біля казино, твердо вирішила за будь-яку ціну допомогти йому.
Місіс К. взяла йому таксі і веліла водію відвезти їх до першого-ліпшого готелю. Цей юнак прийняв її за повію, але їй було байдуже, тільки б врятувати його життя. Біля готелю англійка намагалась дати йому грошей заплатити за номер та на квиток додому, але хлопець відмовлявся, бо яка різниця — загинути сьогодні чи завтра. Та місіс К. все ж вмовила його, і вони зайшли до готелю. Вона провела з юнаком ніч, а на ранок домовилася, що вони зустрінуться ввечері на вокзалі і вона заплатить за його квиток. Пізніше жінка остаточно вирішила їхати разом з ним, та, за іронією долі, спізнилась на потяг. Розбита та засмучена, вона пішла гуляти по місту і зайшла у те ж саме казино, де побачила юнака, який грав за її гроші. У відповідь на вмовляння піти звідси він вигнав її, сказавши, що поруч з нею йому не щастить у грі. Все своє життя місіс К. не могла собі пробачити цієї помилки, а коли одного разу зустрілась із його родиною, то дізналася, що 10 років тому він застрелився.

## Видання
- Stefan Zweig: Verwirrung der Gefühle. Drei Novellen. (Vierundzwanzig Stunden aus dem Leben einer Frau. Untergang eines Herzens. Verwirrung der Gefühle). Leipzig Insel-Verlag 1927.
- Stefan Zweig: Vierundzwanzig Stunden aus dem Leben einer Frau. In: Novellen. Bd. 2, S. 319–394. Aufbau-Verlag, Berlin 1986.

## Екранізації
- «Двадцять чотири години з життя жінки» — фільм 1961 з Інгрід Бергман в головній ролі, реж. Сільвіо Наріззано  (США)
- «24 години з життя жінки» — фільм 1968 з Даніель Дар'є в головній ролі, реж. Домінік Делуш (Франція, Німеччина)
- «Двадцять чотири години з життя жінки» — фільм 1999 з озі Перес в головній ролі, реж. Ненсі Савок (США)
- «Двадцять чотири години з життя жінки» — фільм 2002 з Аньєс Жауї в головній ролі, реж. Лоран Бунік (Німеччина, Франція, Велика Британія)[3][4]